# Газові родовища групи Махакам-Південь
Газові родовища групи Махакам-Південь – індонезійське офшорні родовища, виявлені у Макасарській протоці та введені у розробку за єдиним проектом.
Родовища відносяться до нафтогазового басейну Кутей, виникнення якого пов’язане із виносом осадкового матеріалу потужною річкою Махакам. Першим у 1990 році виявили газове родовище Джемпанг. Далі в 1996-му внаслідок спорудження розвідувальної свердловини Stupa-1 виявили газоконденсатне родовище Ступа. Після цього в 1997 – 1998 роках розмір відкриття уточнили за допомогою оціночних свердловин Stupa-2, Stupa-3 (пробурена самопідіймальним судном Raniworo до глибини у 3847 метрів), Stupa-4 та Stupa-5. Крім того, в 1998-му в тому ж районі за допомогою розвідувальної свердловини Metulang-1 відкрили газове родовище Метуланг. Нарешті, в 2007-му спорудили розвідувальні свердловини East Mandu-1 та West Stupa-1, які пройшли через газонасичені інтервали завтовшки 164 та 72 метра і призвели до виявлення газоконденсатних родовищ Манду-Схід та Ступа-Захід.
Поклади вуглеводнів пов’язані із пісковиками епохи міоцену (формація Сепінгган). 
Родовища знаходяться у районі з глибинами 50 – 60 метрів, тому їх розробку органузівали за допомогою стаціонарних платформ. Під час першої фази, введення якої в експлуатацію припало на 2012 рік, запустили 3 дистанційно керовані платформи для розміщення фонтанних арматур на Ступі, Ступі-Захід та Манду-Схід, які ведуть видобуток через 10, 3 та 6 свердловин відповідно. Топсайди (надбудови) платформ важили по 1000 тон, а їх джекети (опорні основи) – по 500 тон.
В 2015-му стала до ладу друга фаза проекту, яка включала встановлення однієї платформи JM1 для видобутку з родовищ Джемпанг та Метуланг, розробку яких організували через 7 свердловин (відомо, що для буріння залучили самопідіймальну установку Hakuryu-10). Це повинно було дозволити досягнути видобутку з усієї групи родовищ на рівні 7 млн м3 на добу.
Видачу продукції організували через трубопровід до берегового газопереробного заводу Сеніпах, де відбувається весь цикл підготовки. Звідси газ може спрямовуватись до системи Сеніпах – Бонтанг або на ТЕС Сеніпах, тоді як конденсат вивозиться з Сеніпаху морським шляхом (пов’язана із розробкою газоконденсатних родовищ перша фаза проекту мала давати до 18 тисяч барелів конденсату на добу).
Родовища відносяться до ліцензійної ділянки Махакам, право на яку має консорціум французької Total (50% участі, оператор) та японської Inpex (50%).